# Valeria Santa
Valeria Santa Arias (Bogotá, 1 de diciembre de 1987) es una actriz colombiana de televisión, teatro y cine. Hija del actor, director y dramaturgo Raúl Santa y de la actriz María León Arias, tiene dos hermanos, Daniel y Juan Carlos.
Actualmente reside en Buenos Aires, Argentina.

## Carrera
Comenzó su carrera a los 7 años de edad en la exitosa serie juvenil De pies a cabeza. Un año después participó, junto a la actriz española Sílvia Munt, en la película Todo está oscuro de la directora Ana Díez y en el programa infantil educativo El rincón del cuento. Fue nominada como "Mejor Actriz Infantil" a los premios TVyNovelas.
En el año 2006 Valeria fue elegida para formar parte del elenco de la primera temporada de Amas de casa desesperadas (versión colombiana de Desperate Housewives), la cual fue grabada en Buenos Aires por Buena Vista International, Vista Productions y Pol-ka Producciones. En 2008 se realizó la segunda temporada de la serie.

## Filmografía
Televisión
- Amas de casa desesperadas - (Víctor Mallarino)
- Merlina, mujer divina
- Juego limpio - (Armando Barbosa)
- Séptima Puerta
- El Fiscal - (Kepa Amuchastegui)
- La elegida - (Jorge Alí Triana)
- El rincón del cuento - (Diego Mejia)
- Noticias RCN - Participación especial de Navidad.

Cine
- 2018 Las Vegas - (Juan Villegas)
- 2017 Alanís (película) - (Anahí Berneri)
- 1999 La taza de té de papá - (Jörg Hiller)
- 1996 Todo está oscuro - (Ana Díez)

Teatro
- 2003 Picolín y Lolita - (Daniel Calderón)
- 2003 Todos podemos cantar - (Daniel Calderón)